# Carlsbad (Kalifornien)
Carlsbad ist eine Stadt im San Diego County im US-Bundesstaat Kalifornien mit 114.746 Einwohnern (Stand der Volkszählung 2020).
Das Stadtgebiet hat eine Größe von 105,6 Quadratkilometern. Die Stadt stellt eine principal city der Metropolitan Statistical Area (MSA) San Diego–Chula Vista–Carlsbad dar.

## Geschichte
Im Jahre 1882 entdeckte hier John Frazier beim Graben eines Brunnens in 126,5 Meter Tiefe eine Mineralquelle; später wurde entdeckt, dass das Wasser chemisch ähnlich dem Wasser von Karlsbad in Böhmen ist und man benannte den Ort 1889 in Carlsbad um (früher Agua Hedionda).
Gemeinsam mit anderen Geschäftsleuten gründete Frazier die Carlsbad Land and Mineral Water Company. In den 1930ern war Carlsbad als Kurort sehr beliebt bei Schauspielern und anderen Prominenten, doch dann traf die Große Depression die USA hart und die Quelle geriet für 60 Jahre in Vergessenheit; erst 1993 setzte der gebürtige Karlsbader Ludvik Grigoras die alte Quelle wieder instand und bohrte eine weitere. 1994 ließ er eine 4 m hohe Statue von John Frazier anfertigen und aus Europa nach Carlsbad verschiffen. Das berühmte Heilwasser wird heutzutage in Flaschen abgefüllt und als Carlsbad Alkaline Water verkauft. Die Quelle gibt es in der Stadt bis heute und man kann Wasser aus einer Fontäne dort kosten. Heute ist der Ort auch als Wassersportort beliebt.
In einigen Jahren wird die Stadt voraussichtlich mit Oceanside zusammenwachsen.
Durch Carlsbad verläuft die Interstate 5.

## Wirtschaft
In Carlsbad hat das Satellitenkommunikationsunternehmen Viasat Inc. seinen Hauptsitz.
Zudem residieren in Carlsbad eine Vielzahl von Unternehmen der Golfbranche. Zwei der Marktführer, Callaway und TaylorMade haben in einem Gewerbegebiet der Stadt ihren Sitz. Dazu kommen noch der Schlägerhersteller Cobra Golf, der Bekleidungshersteller Ashworth sowie etwa 20 kleinere Hersteller von Golfschlägern.
Darüber hinaus haben sich im Großraum Carlsbad/Oceanside über sieben Brauereien angesiedelt.

## Freizeit und Veranstaltungen
Im Stadtgebiet liegen mehrere Naturstrände und einige Parks, darunter auch die berühmten Blumenfelder der Carlsbad Ranch. Unter den Museen sind neben dem Kunstmuseum vor allem das Juwelenmuseum, das Miniaturmuseum, das Wandgemäldemuseum, das Dampfmaschinenmuseum und Musikmuseum zu erwähnen. In Carlsbad liegt ein Legoland-Park der dänischen Spielzeugfirma Lego, in dem sich auch das erste SeaLife-Center befindet, was in Nordamerika gebaut wurde. Carlsbad beheimatet ebenfalls einen kleinen Wasserfreizeitpark.
Seit 1986 wird im Januar in Carlsbad jährlich der Straßenlauf Carlsbad 5000 mit über 10.000 Läufern ausgetragen. Ebenfalls seit 1986 findet jährlich ein Sommerkonzerttfestival in den drei öffentlichen Parks statt. An drei Tagen im September bringt das Carlsbader Musikfestival darüber hinaus Künstler und Komponisten aller Musikgenre zusammen. Mehr als 100.000 Besucher kommen außerdem zweimal jährlich zum Carlsbad Village Faire, dem größten Straßenfest der USA. Seit 2011 finden die Mercury Insurance Open (Damentennis) in Carlsbad statt.

## Natur
Im Süden der Stadt befindet sich der 3,1 Meilen lange Strandabschnitt Batiquitos-Lagune, der ein Meeresschutzgebiet ist. Auf 222,5 m² kann man in diesem Naturreservat zahlreiche Wildtiere beobachten, da diese Lagune als Habitat für Vögel, Insekten, Fische, Pflanzen, Säugetiere und Meeresbewohner dient.

## Söhne und Töchter der Stadt
- Kelly Perdew (* 1967), Unternehmer
- Tony Hawk (* 1968), Skateboarder
- Autumn Reeser (* 1980), Schauspielerin
- Bridget Regan (* 1982), Schauspielerin
- Shaun White (* 1986), Snowboarder und Skateboarder
- Alex Warren (* 2000), Musiker und Videoblogger
- Kenny Hoyle, Skateboarder
- Jason Lawrence, Motocross-Rennfahrer

## Gemeindepartnerschaften
Carlsbad hat Gemeindepartnerschaften mit:
- Futtsu, Japan
- Karlsbad, Tschechien

## Einzelnachweise

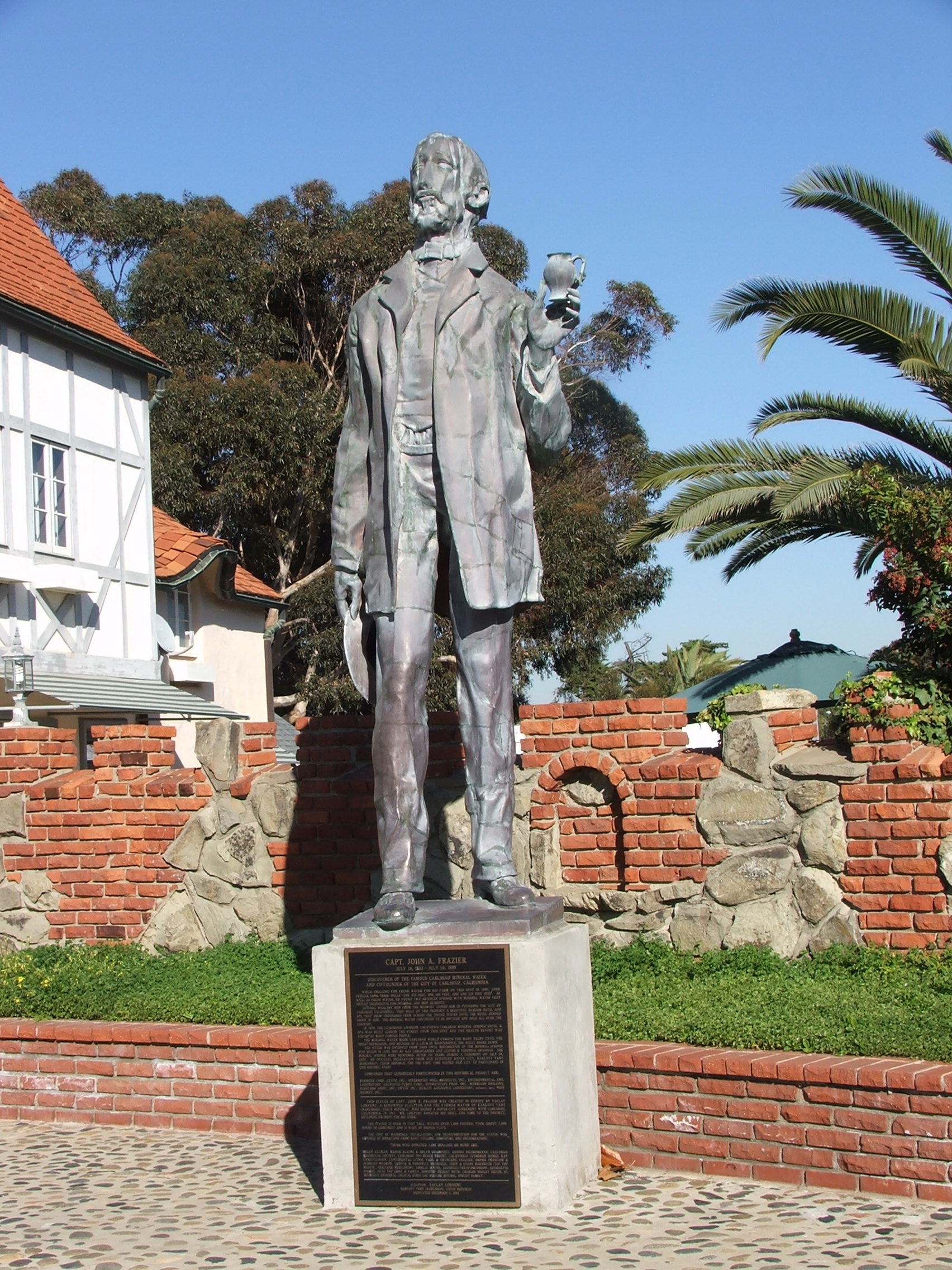
Statue von John Frazier